# 斯科夫亞廷
48°43′35″N 26°2′1″E / 48.72639°N 26.03361°E
斯科夫亞廷（羅馬化：Skoviatyn）是烏克蘭的村落，位於該國西部捷爾諾波爾州，由喬爾特基夫區負責管轄，處於尼奇拉瓦河畔，分別距離科羅利夫卡2公里和希什基夫齊0.5公里，面積3.4平方公里，海拔高度165米，2001年人口530。